# Лабендник-Малий
Лабендник-Малий (пол. Łabędnik Mały, нім. Klein Schwansfeld) — село в Польщі, у гміні Бартошиці Бартошицького повіту Вармінсько-Мазурського воєводства.
Населення — 26 осіб (2011).

## Демографія
Демографічна структура станом на 31 березня 2011 року:
|          | Загалом | Допрацездатний вік | Працездатний вік | Постпрацездатний вік |
| -------- | ------- | ------------------ | ---------------- | -------------------- |
| Чоловіки | 12      | 2                  | 10               | 0                    |
| Жінки    | 14      | 6                  | 6                | 2                    |
| Разом    | 26      | 8                  | 16               | 2                    |